# یواس‌اس ریلایبل (اس‌پی-۳۵۲)
یواس‌اس ریلایبل (اس‌پی-۳۵۲) (به انگلیسی: USS Reliable (SP-352)) یک کشتی است.